# 阿古斯丁·德尔加多
阿古斯丁·德尔加多（西班牙語：Agustín Javier Delgado Chala，1974年12月23日—），厄瓜多尔足球运动员，司职前锋。
這名球員早年長期在墨西哥聯賽打滾，2001年遠赴英超效力小型球會修咸頓。
迪加度曾為國家隊打入2002年、2006年世界盃決賽週。